# Giulio Andrea Marchesini
Giulio Andrea Marchesini (Casape, 1889 – Rome, 6 mei 1963) was een Italiaans componist en dirigent.

## Levensloop
Marchesini studeerde bij Carlo Mannelli aan de Accademia Nazionale di Santa Cecilia in Rome en behaalde zijn diploma in compositie aldaar. Vervolgens studeerde hij instrumentatie voor HaFa-orkesten aan het Conservatorio "Giuseppe Verdi" (Milaan) in Milaan. Hij werd dirigent van de pas opgerichte 70 muzikanten tellende Banda del corpo delle Guardie di pubblica sicurezza. Hij was daarmee de eerste directeur van het muziekkorps en muzikant met grote gevoeligheid, die ook in zijn vele bewerkingen van klassieke muziek voor banda (harmonieorkest) bijzondere aandacht schonk aan de technische en instrumentale problemen en introduceerde als gevolg van deze problemen de contrabassen in de banda. Niettemin slaagde hij erin het muzikale peil van dit beroepsensemble te verhogen. Nadat hij ontslag genomen had, stichtte hij een muziekschool voor blaasinstrumenten in Macerata, waaruit een "Banda Marchesini" ontstond, die tot aan zijn dood bestond. 
Hij is de componist van meer dan 100 werken voor banda (harmonieorkest), waaronder 30 militaire marsen, 9 symfonische of triomfmarsen, 3 ouvertures, 4 karakterstukken, 6 dansen en intermezzi en transcripties van talrijke symfonische werken.

## Composities

### Werken voor banda (harmonieorkest)
- 1928 Giocondità, mars - Parademars van de "Polizia di Stato"
- 1933 L'Italiana in Oriente, intermezzo
- 1938 Gondar, marslied
- 1952 Sommergibili, symfonische impressies
- 1952 Vannita, Spaanse mars
- 1953 Danza negra
- 1953 Graziella
- 1953 Latina, mars
- 1953 Libera, mars
- 1953 Polonaise, concert voor trompet (of bugel) en harmonieorkest
- 1953 Ronda orientale, intermezzo
- 1954 Armonie della foresta, symfonische mars
- 1954 Gaia
- 1954 Officine: Pullegge, Magli e canti, symfonische impressies
- 1955 Carnevale Goliardico, symfonische impressie
- 1955 Idillio, symfonisch preludium
- 1955 Nuccia, mars
- 1955 Sogno d'Autunno, symfonisch mars
- 1955 Urbe, symfonische mars
- 1961 Armonie dell'Ottocento, symfonische mars
- Allegri sportivi, mars
- Briosa, mars
- Burlesca
- Carri armati, symfonisch gedicht
- Goliardica, mars
- Littoria, mars
- Oriente, symfonisch mars
- Ouverture in Sib - Ouverture 1929
- Preludio in Fa maggiore (F majeur)
- Radiosa, symfonische mars
- Sabaudia, mars
- Salve Roma, symfonisch mars
- Verde Cimino, symfonische mars